# Vives-eaux

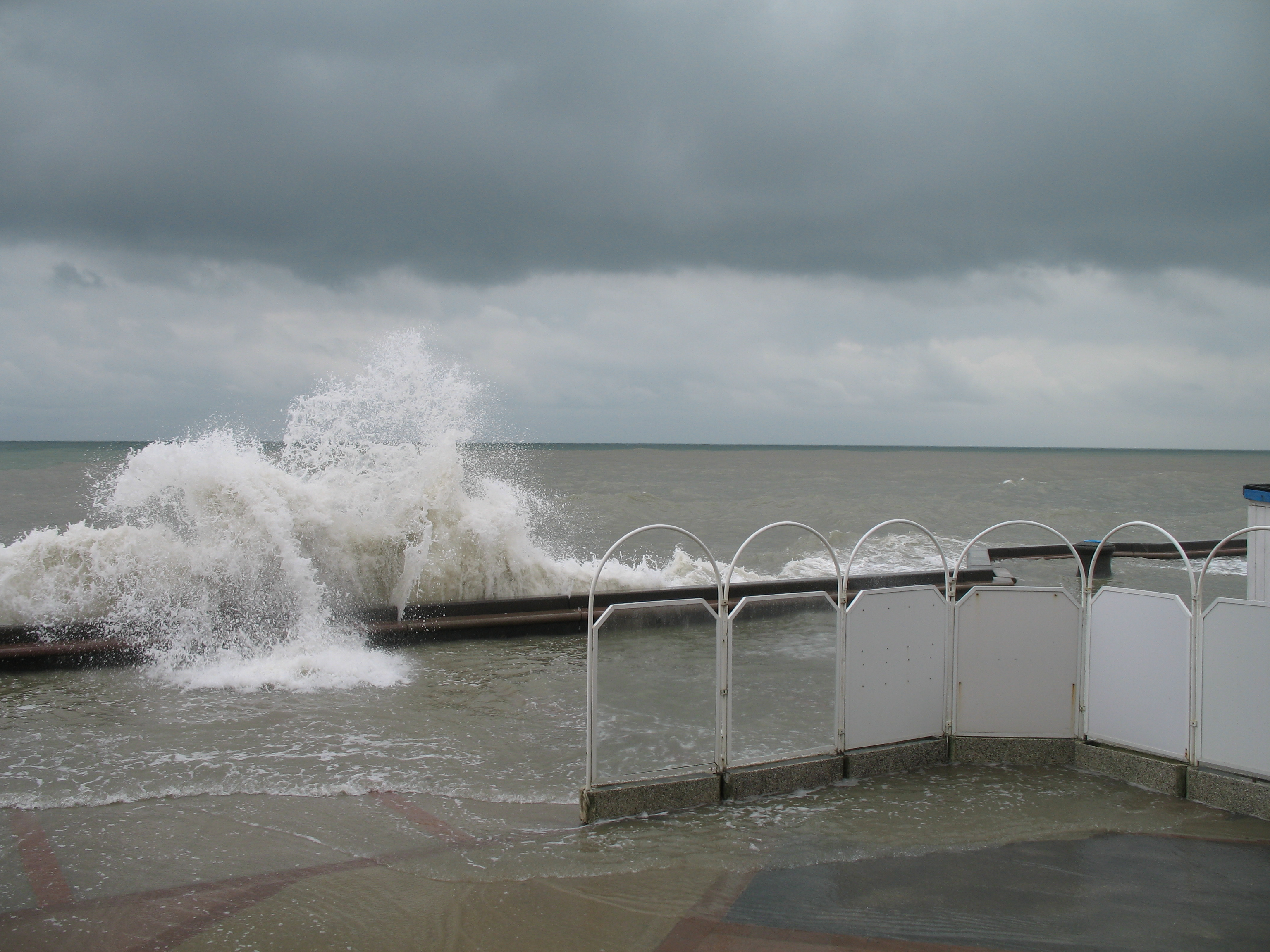
Vives-eaux, grandes marées.

Les vives-eaux correspondent à des marées d'amplitude supérieure à la moyenne, par opposition aux mortes-eaux. Elles apparaissent lors d'une syzygie, lorsque le soleil et la lune sont en conjonction ou en opposition par rapport à la terre.
En période de vives-eaux, le marnage est plus grand (la mer recouvre et découvre plus), les courants de marée sont plus forts.